# Thorvald Ellegaard
Thorvald Christian Ellegaard, ursprungligen Christiansen, född 7 mars 1877 i Fangel, död 27 april 1954 i Charlottenlund, var en dansk tävlingscyklist.
Ellegaard var professionell från 1898 till 1926. Han blev världsmästare i sprint sex gånger och silvermedaljör vid ytterligare fyra VM under perioden 1901–1913. Första världskrigets utbrott (28 juli 1914) satte i princip punkt för hans internationella karriär – efter kriget fortsatte han köra tävlingar i Danmark och han körde sin sista tävling den 26 september 1926 på Ordrupbanan vid 49 års ålder. Efter karriären fortsatte han till 1938 som sportchef för denna bana.
Ellegaard antog släktnamnet efter efter familjens gård. Han flyttade med sin hustru till Paris 1912 för att ha bättre kommunikationer till de stora tävlingarna på kontinenten, blev en känd konsertpianist.  Hans dotter France Ellegaard blev en känd konsertpianist.
2015 uppkallades den nyanlagda velodromen/inomhusarenan "Thorvald Ellegaard Arena Odense" efter honom.
När Danmarks Idrætsforbund firade 100-årsjubileum 1996 var han en av fem nominerade manliga kandidater till Århundredets danske sportsnavn.
Ellegaard är också bland de 100 som valdes ut till att ingå i Det 20. århundrede - De 100 mest betydningsfulde personer i Danmark.

## Meriter
| Tävling (sprint)      | 1898 | 1899 | 1900 | 1901 | 1902 | 1903 | 1904 | 1905 | 1906 | 1907 | 1908 | 1909 | 1910 | 1911 | 1912 | 1913 | 1914 | ~  | 1922 | 1923 | 1924 | 1925 |
| --------------------- | ---- | ---- | ---- | ---- | ---- | ---- | ---- | ---- | ---- | ---- | ---- | ---- | ---- | ---- | ---- | ---- | ---- | -- | ---- | ---- | ---- | ---- |
| Världsmästerskapen    |      | *    |      |      |      |      |      |      |      |      |      |      |      |      | *    |      | —    |    |      |      |      |      |
| Europamästerskapen    |      |      |      |      |      |      | —    | —    | —    |      |      | —    |      |      |      |      | —    |    |      |      |      |      |
| Grand Prix de Paris   |      |      |      |      |      |      |      |      |      |      |      |      |      |      |      |      |      |    |      |      |      |      |
| Grand Prix de l'UVF   |      |      |      |      |      |      |      |      |      |      |      |      |      |      |      |      | —    |    |      |      |      |      |
| Copenhagen Grand Prix |      |      |      |      |      |      |      |      |      |      |      |      |      |      |      |      |      | ** |      |      |      |      |

- = Världsmästerskapen hölls i Kanada 1899 och i USA 1912. ** = Copenhagen Grand Prix avhölls ej 1915–1921.

— = Avhölls ej.

## Galleri

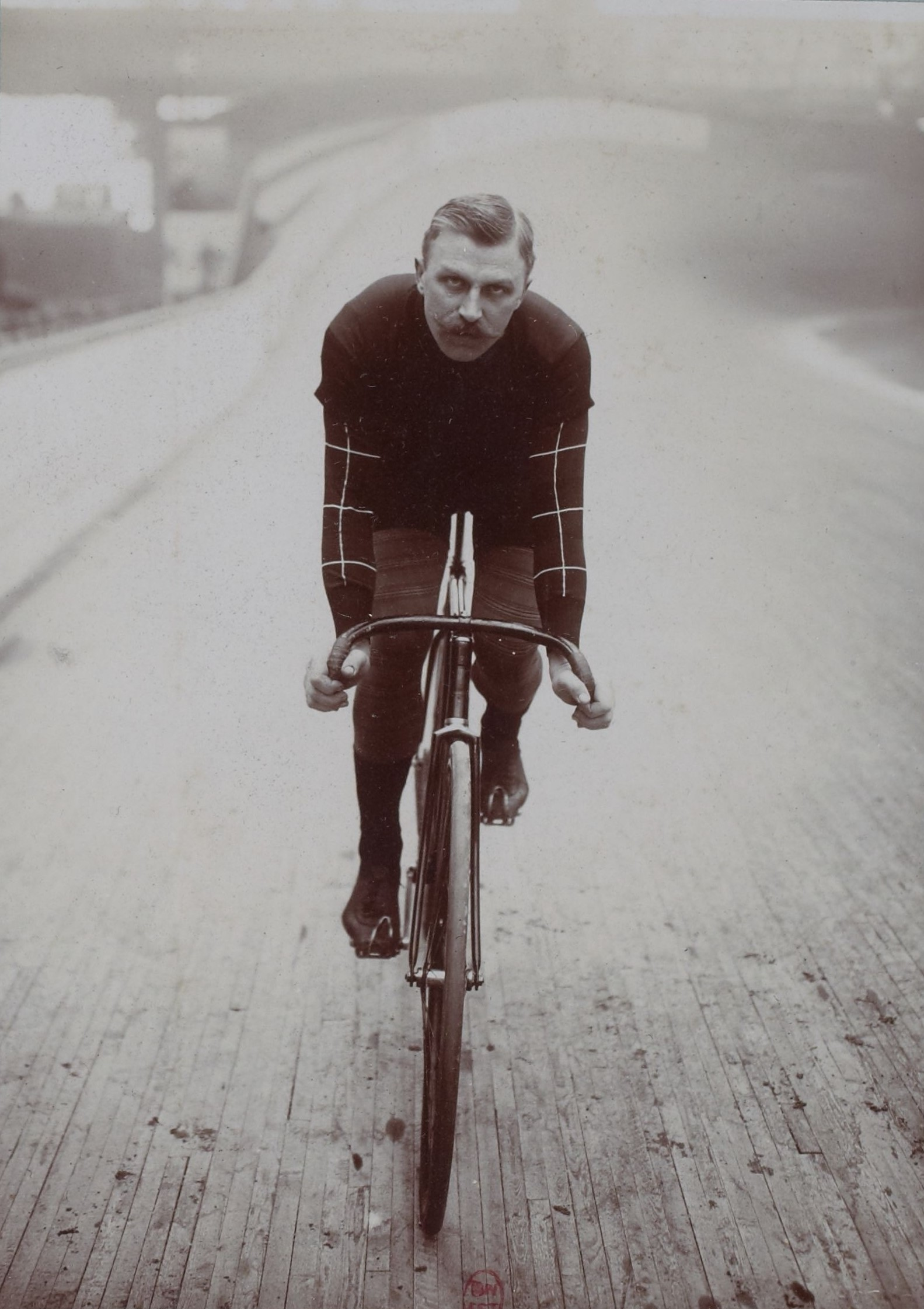
Ellegaard fotograferad av Jules Beau 1905 eller 1906. Här iklädd en av de röda tröjor med vita korsränder som han ofta körde i (här dock huvudsakligen dold av ett överdragsplagg – det ser ut att regna...).
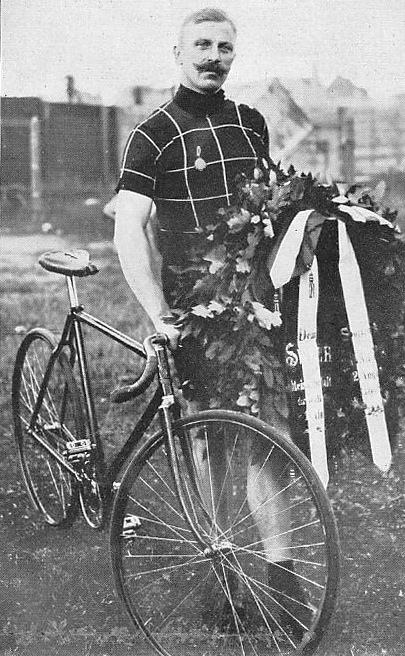
Ellegaard som vinnare i sin rödrutiga tröja 1908.
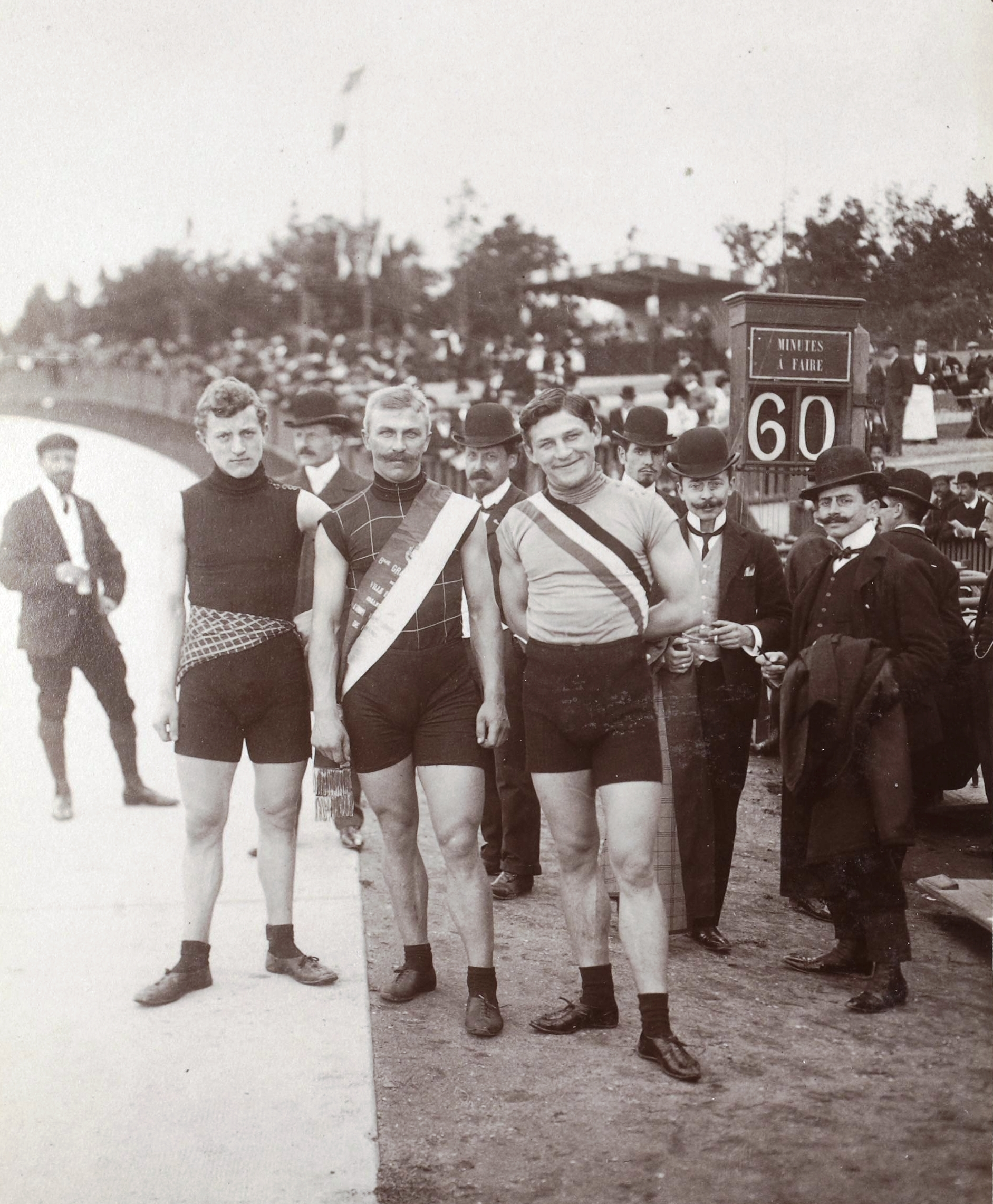
Grand Prix de Paris 1901. Segraren Ellegaard flankerad av tvåan Walter Rütt (t.v.) och trean Willy Arend (t.h.).
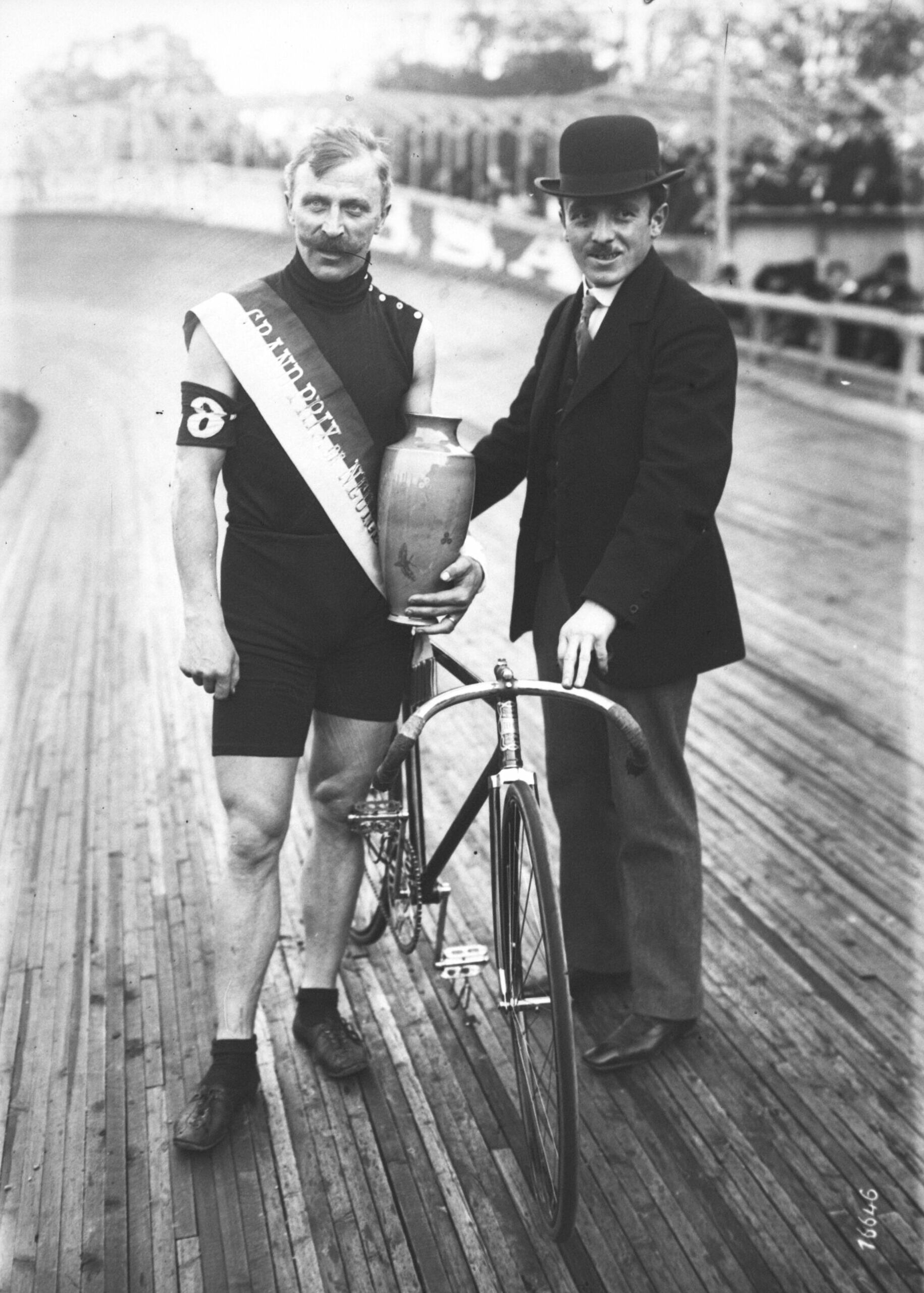
Vinnare av GP de Neuilly.
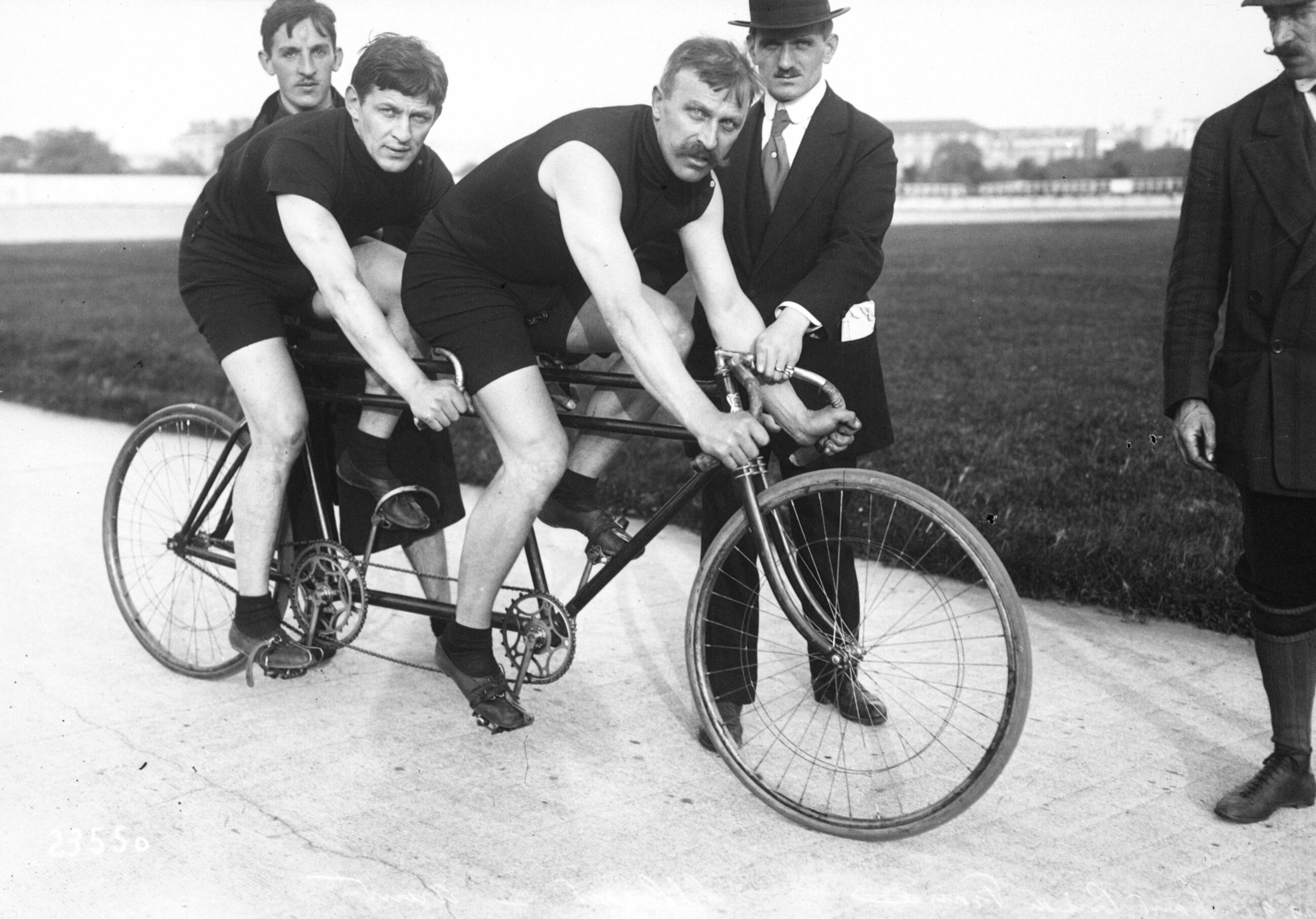
Ellegaard och Willy Arend efter segern i tandem vid GP de Paris 1912.
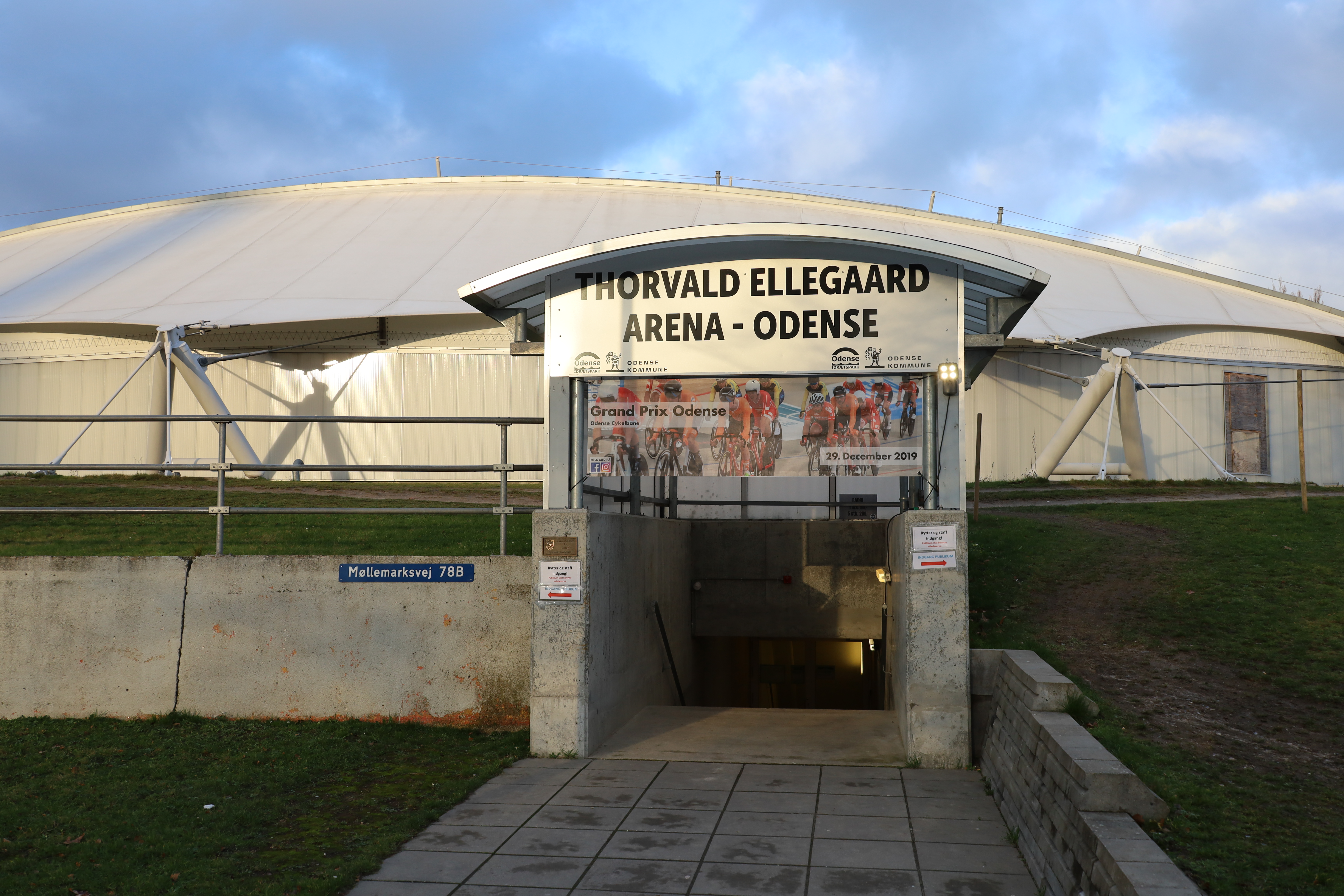
Ingång till innerplanen på Thorvald Ellegaard Arena